# Augusto C. Sandino nemzetközi repülőtér
Az Augusto C. Sandino nemzetközi repülőtér (IATA: MGA, ICAO: MNMG) egy nemzetközi repülőtér Nicaraguában Managua város közelében. Éves utasforgalma 1 627 527 fő (2017).

## Kifutópályák
A repülőtér futópályái:
- 10/28 (2442 m, 45 m, aszfalt)

## Forgalom
Az utasforgalom az elmúlt években az alábbi módon változott:
| Utasok száma | 1 062 704 | 1 089 992 | 1 192 489 | 1 089 992 | 1 102 200 | 1 201 644 | 1 206 172 | 1 311 965 | 1 533 034 | 1 627 527 |
|              | 2005      | 2006      | 2008      | 2009      | 2010      | 2012      | 2013      | 2014      | 2016      | 2017      |

## Légitársaságok és úticélok
2023-ban a Augusto C. Sandino nemzetközi repülőtérről az alábbi járatok indulnak:

### Személy
| Légitársaság        | Célállomások                                             |
| ------------------- | -------------------------------------------------------- |
| Aeroméxico Connect  | Mexico City                                              |
| American Airlines   | Miami                                                    |
| Aruba Airlines      | Havana                                                   |
| Avianca El Salvador | Miami, San Salvador                                      |
| Conviasa            | Havana                                                   |
| Copa Airlines       | Guatemala City, Panama City–Tocumen, San Jose (CR)       |
| La Costeña          | Bluefields, Bonanza, Corn Island, Puerto Cabezas, Waspam |
| Sansa Airlines      | San Jose (CR)                                            |
| Spirit Airlines     | Fort Lauderdale                                          |
| United Airlines     | Houston–Intercontinental                                 |

### Cargo
| Légitársaság           | Célállomások                                    |
| ---------------------- | ----------------------------------------------- |
| Amerijet International | Miami, Panama City–Tocumen, San Pedro Sula      |
| United Parcel Service  | Miami, Panama City–Tocumen, San Salvador, Tampa |